# الأدوات التي تنصب الفعل المضارع
الفعل المضارع هو الفعل الوحيد المُعرب من الأفعال - وقد يكون بعض الأحيان مبنيًّا - ويُنصب إذا سُبق ببعض الأدوات

## الأدوات التي تنصب الفعل المضارع

### أدوات نصب الفعل المضارع
ثمَّة أدوات تنصب الفعل المضارع:
- أنْ: وهي أنْ المصدرية، ويعني أنّها يُمكن أن تؤول مع الفعل المضارع بعدها بمصدر؛ فمثلاً قول (يسرّني أن تتقدّمَ)، تتقدّمَ هنا فعل مضارع منصوب بالفتحة، والفاعل ضمير مستتر تقديره أنت، والمصدر المؤول من أنْ والفعل، هو (تقدّمكَ) فاعل ليسرّني.
- لنْ: وتُستخدم لنفي المستقبل، مثل: (لن يضيعَ الحقّ المغتصب)، ويضيعَ فعل مضارع منصوب بالفتحة الظاهرة على آخره.
- كي: وتُستخدم للتعليل، مثل: (ادرسا كي تنجحا)، وتنجحا فعل مضارع منصوب بحذف النون.
- إذنْ: وتأتي في جواب كلامٍ يسبقها، مثل قول أحدهم (سآتيك)، فيُردّ عليه (إذنْ أُكرمَك)، وأكرمَ هنا فعل مضارع منصوب بالفتحة.
- لام التعليل: وتأتي بمعنى كي، مثل: (ادرسوا لِتنجحوا)، وتنجحوا هي فعل مضارع منصوب بحذف النون.
- لام الجحود: وهي لام الإنكار، وتُسبَق بالفعل كان المنفي، مثل: (لم أكن لألهوَ والأمر جدّ)، وألهوَ فعل مضارع منصوب بالفتحة.
- فاء السببية: وتُشير إلى أنّ ما قبلها سبب لما بعدها، مثل: (كونوا يداً واحدةً فتفوزوا)، وتفوزوا فعل مضارع منصوب بحذف النون.
- حتّى: وتُستخدم للغاية أو التعليل، مثل: (اجتهد حتّى تصلَ إلى ما تريد)، وتصلَ فعل مضارع منصوب بالفتحة.

### نصب الفعل المضارع بأن المضمرة
يُنصب الفعل المضارع بأن المضمرة في ست حالات، إذا جاء بعد
- لام التعليل، مثال: جئتُ لأزورك
- لام الجحود، كقوله تبارك وتعالى ﴿وَمَا كَانَ اللَّهُ لِيُطْلِعَكُمْ عَلَى الْغَيْبِ﴾
- حتى لانتهاء الغاية، كقوله تبارك وتعالى ﴿لَن تَنَالُوا الْبِرَّ حَتَّىٰ تُنفِقُوا مِمَّا تُحِبُّونَ﴾
- فاء السببية، مثال: اجتهد فتتفوق
- واو المعية، لا تنهَ عن خُلُقٍ وتأتيَ مثله
- عاطف على اسم صريح، يسرني اجتهادك وتتميزَ

## علامةإعرابالمضارع المنصوب

### الفتحة
- يُعرب الفعل المضارع بالفتح الظاهر إذا كان الفعل صحيح الآخر وسُبق بأداة نصب أو إذا كان معتل الآخر بالياء أو الواو وسُبق بأداة نصب
- كقوله تبارك وتعالى ﴿وَقَالُوا لَنْ يَدْخُلَ الْجَنَّةَ إِلَّا مَنْ كَانَ هُودًا أَوْ نَصَارَى﴾
- كقوله تبارك وتعالى ﴿أَفَأَمِنُوا أَنْ تَأْتِيَهُمْ غَاشِيَةٌ مِنْ عَذَابِ اللَّهِ﴾
- يجب أن تَعلوَ
- يُعرب الفعل المضارع بالفتح المقدر إذا كان معتل الآخر بالألف وسُبق بأداة نصب، فتُقدَّر الفتحة للتعذر
- كقوله تبارك وتعالى ﴿وَلَن تَرْضَىٰ عَنكَ الْيَهُودُ وَلَا النَّصَارَىٰ حَتَّىٰ تَتَّبِعَ مِلَّتَهُمْ﴾

### حذف النون
يُعرب الفعل المضارع بحذف النون إذا كان من الأفعال الخمسة وسُبق بأداة نصب
- كقوله تبارك وتعالى ﴿لَن تَنَالُوا الْبِرَّ حَتَّىٰ تُنفِقُوا مِمَّا تُحِبُّونَ﴾